# Друзі назавжди (фільм, 2009)
«Друзі назавжди» (нім. Mullewapp) — німецько-франко-італійський анімаційний фільм, знятий Тоні Лойзером та Джеспером Мюллером, за мотивами книг німецького дитячого письменника Гельме Гайне.

## Сюжет
Після невдалої спроби влаштуватись на роботу у театр, мишеня Джонні відправляється шукати кращої долі з міста у село. Він потрапляє на ферму, де робить вигляд ніби він відомий актор, тому швидко заводить багато нових друзів. Проте незабаром з ферми раптово зникає овечка на ім'я Хмара і Джонні разом з півником Францом фон Ганом та поросям Вольдемаром рушають на її пошуки.

## У ролях
- Бенно Фюрманн — мишеня Джонні Маузер
- Крістоф Марія Гербст — півень Франц фон Ган
- Йохам Круль — порося Вольдемар
- Катаріна Вітт — Мерілін
- Фолькер Вольф — вовк Метр
- Максиміліана Геке — овечка Хмара
- Рене Гайнерсдорф — Лис